# Gérard Herzog
Gérard Herzog (Paris, 19 de dezembro de 1920 - Paris, 1 de novembro de 2003) foi um escritor, produtor de televisão e cineasta francês. Era irmão de Maurice Herzog.
Filho de pai de nacionalidade suíça que esteve na legião estrangeira, Gérard era diplomado da École des hautes études en sciences sociales e um grande atleta, pois foi campeão júnior francês de salto à vara. A sua carreira é interrompida com a Segunda Guerra Mundial pelo que refratário ao serviço de trabalho obrigatório, junta-se à resistência francesa. É preso pela Gestapo poucas semanas antes da libertação da França.

## Televisão francesa
Chefe das emissões literárias da Radiodiffusion-télévision française também faz conhecer a música moderna como Edgar Varèse, Béla Bartók ou Igor Markevitch. Em 1958 produz o filme de Marcel Ichac, Les Étoiles de Midi, que obtém  o "Grand prix du cinéma français" frente a Hiroshima mon amour, e mais tarde o filme La Grande Crevasse tirado do livro de seu amigo e alpinista Roger Frison-Roche, assim como do seu próprio livro La voie Jackson.
Depois dos acontecimentos de Maio de 1968 lança-se em emissões políticas tal como Face à face e Face à la presse e torna-se realizador e conselheiro técnico de Georges Pompidou durante cinco anos, e depois de Valéry Giscard d’Estaing por 7 anos. Este posto dela-o a filmar os grandes acontecimentos de frança como os Acordos de Paz de Paris em  1973 que puseram termo à guerra do Vietname assim como de todas as visitas dos chefes de estado como Elisabeth II do Reino Unido, Nikita Khrouchtchev, Leonid Brejnev, Anwar el-Sadat, Hassan II de Marrocos, etc.

## Livros
- «La voie Jacksons por Gérard HERZOG» (em francês). Consultado em 1 Jan. 2013

## Distinções
- Ordem Nacional da Legião de Honra